# МШМ (мина)
| МШМ                 |                                                  |
|                     |                                                  |
| на втором плане     |                                                  |
| Основная информация |                                                  |
| Разработчик         | Гидроприбор                                      |
| Государство         | Россия                                           |
| На вооружении       |                                                  |
| Тип                 | Реактивно-всплывающая                            |
| Назначение          | поражение НК и ПЛ                                |
| Базирование         | НК и ПЛ                                          |
| Статус              | На вооружении                                    |
| Параметры           |                                                  |
| Длина               | 3850 мм                                          |
| Диаметр             | 533 мм                                           |
| Боевая часть        | МС, 320 кг                                       |
| Масса               | 880 кг                                           |
| Технические данные  |                                                  |
| Управление          | акустическое                                     |
| Двигатель           | реактивный                                       |
| Дальность           | реагирования до 300 м                            |
| Глубина             | места 60-600 м установки 60-300 м                |
| Скорость носителя   | максимальная НК 20 узлов максимальная ПЛ 6 узлов |
| Срок службы         | на позиции 1 год назначенный 10 лет              |

МШМ — морская шельфовая реактивно-всплывающая широкополосная мина для активных скрытных и оборонительных минных постановок из 533-мм торпедных аппаратов подводных лодок или с надводных кораблей.
Реактивно-всплывающие мины применяются в районах военно-морских баз, узкостей и проливов для их защиты или блокады. Мины такого типа предназначены для поражения подводных лодок и надводных кораблей (судов) любого водоизмещения.

## История проектирования
Разработку мины МШМ осуществлял Концерн Морское Подводное Оружие-Гидроприбор. 
Данная мина состоит на вооружении ВМФ России и используется для защиты или блокады шельфовой зоны с глубинами до 600 метров и прибрежных коммуникаций.

## Конструкция
Морская шельфовая мина "МШМ" оснащена ракетным двигателем, зарядом взрывчатого вещества, взрывателем комбинированного действия и акустической системой обнаружения целей, которая реагирует на акустическое поле корабля. 

## Принцип действия
Мина МШМ ставится из торпедного аппарата подводной лодки или с надводных кораблей, как якорная мина в придонное положение вертикально на глубину до 600 метров с углублением от поверхности 60-300 метров. При обнаружении акустической системой надводного корабля или подводной лодки, попавшей в широкополосную зону действия системы наблюдения, подаётся команда на запуск реактивного двигателя и старт подводной ракеты. Высокая скорость движения и малое время атаки исключают возможность уклонения цели от подводной ракеты. Если мина попадает в среднюю зону корабля-цели, то происходит срабатывание неконтактного взрывателя и замыкание цепи питания запала с подрывом боевой части мины. Если мина попадает в любую другую зону корабля-цели, то её подрыв происходит от контактного взрывателя.   

## Модификации
- МШМ исп.1 - базовая модель
- МШМ исп.2 - современная модификация.